# دونالد ليفين
دونالد ليفين (بالإنجليزية: Donald Levine)‏ هو عسكري أمريكي، ولد في 1928 في الولايات المتحدة، وتوفي في 22 مايو 2014 في بروفيدنس في الولايات المتحدة.